# Epacrophis
Epacrophis — рід змій родини струнких сліпунів (Leptotyphlopidae). Представники цього роду мешкають в Кенії і Сомалі.

## Види
Рід Epacrophis нараховує 3 види:
- Epacrophis boulengeri (Boettger, 1913)
- Epacrophis drewesi Wallach, 1996
- Epacrophis reticulatus (Boulenger, 1906)

## Етимологія
Наукова назва роду Epacrophis походить від сполучення слів дав.-гр. επακρος — з гострим кінцем і οφις — змія.